# انتخابات مجلس الأمن التابع للأمم المتحدة 1976
أُجريت انتخابات مجلس الأمن التابع للأمم المتحدة لعام 1976 في 21 أكتوبر 1976 خلال الدورة الحادية والثلاثين للجمعية العامة للأمم المتحدة، التي عقدت في مقر الأمم المتحدة في مدينة نيويورك. انتخبت الجمعية العامة كندا وجمهورية ألمانيا الاتحادية والهند وموريشيوس وفنزويلا أعضاءً غير دائمين في مجلس الأمن التابع للأمم المتحدة لمدة عامين تبدأ في 1 يناير 1977. انتخبت كل من موريشيوس وألمانيا الغربية في المجلس لأول مرة.

## القواعد
يتألف مجلس الأمن من 15 مقعدا، يشغلها خمسة أعضاء دائمين وعشرة أعضاء غير دائمين. وفي كل عام، يتم انتخاب نصف الأعضاء غير الدائمين لمدة عامين.   ولا يجوز للعضو الحالي أن يترشح على الفور لإعادة انتخابه. 
وفقًا للقواعد التي يتم بموجبها تناوب المقاعد العشرة غير الدائمة في مجلس الأمن بين الكتل الإقليمية المختلفة التي تقسم إليها الدول الأعضاء في الأمم المتحدة تقليديًا لأغراض التصويت والتمثيل،  يتم تخصيص المقاعد الخمسة المتاحة على النحو التالي:
- مقعد للدول الإفريقية (تشغله تنزانيا)
- مقعد لبلدان المجموعة الآسيوية (تسمى الآن مجموعة آسيا والمحيط الهادئ)[5] (تشغله اليابان)
- مقعد لأمريكا اللاتينية ومنطقة البحر الكاريبي (تشغله غيانا)
- مقعدان لمجموعة أوروبا الغربية ودول أخرى (تشغلهما إيطاليا والسويد)

ولكي يتم انتخابه، يجب أن يحصل المرشح على أغلبية ثلثي الحاضرين والمصوتين. إذا كان التصويت غير حاسم بعد الجولة الأولى، فسيتم إجراء ثلاث جولات من التصويت المقيد، تليها ثلاث جولات من التصويت غير المقيد، وهكذا، حتى يتم الحصول على نتيجة. في التصويت المقيد، لا يجوز التصويت إلا على المرشحين الرسميين، بينما في التصويت غير المقيد، يجوز التصويت على أي عضو في مجموعة إقليمية معينة، باستثناء أعضاء المجلس الحاليين.

## النتيجة
أدار الانتخابات رئيس الجمعية العامة للأمم المتحدة آنذاك هاميلتون شيرلي أميراسينغ من سريلانكا. كان عدد الدول الأعضاء في الأمم المتحدة 146 دولة في ذلك الوقت. وكان على المندوبين أن يكتبوا أسماء الدول الأعضاء الخمس التي يرغبون في انتخابها على أوراق الاقتراع. وتم التصويت على ورقة اقتراع واحدة.
| الدولة                  | الجولة الأولى |
| فنزويلا                 | 136           |
| موريشيوس                | 134           |
| الهند                   | 132           |
| كندا                    | 126           |
| ألمانيا الغربية         | 119           |
| فنلندا                  | 2             |
| النمسا                  | 1             |
| بلجيكا                  | 1             |
| بوتان                   | 1             |
| بوروندي                 | 1             |
| تشيلي                   | 1             |
| كوبا                    | 1             |
| الدنمارك                | 1             |
| اليونان                 | 1             |
| آيسلندا                 | 1             |
| كينيا                   | 1             |
| لوكسمبورغ               | 1             |
| مدغشقر                  | 1             |
| الفلبين                 | 1             |
| البرتغال                | 1             |
| إسبانيا                 | 1             |
| تركيا                   | 1             |
| يوغوسلافيا              | 1             |
| ممتنعون                 | 0             |
| بطاقات الاقتراع الباطلة | 0             |
| الأغلبية المطلوبة       | 92            |
| أوراق الاقتراع          | 138           |

## روابط خارجية
- وثيقة الأمم المتحدة A/59/881 مذكرة شفوية من البعثة الدائمة لكوستاريكا تحتوي على سجل لانتخابات مجلس الأمن حتى عام 2004